# Villette-d'Anthon
 Villette-d'Anthon  es una población y comuna francesa, en la región de Ródano-Alpes, departamento de Isère, en el distrito de Vienne y cantón de Pont-de-Chéruy.

## Demografía
| 646 | 861 | 1334 | 2711 | 3534 | 3906 |
| Para los censos de 1962 a 1999 la población legal corresponde a la población sin duplicidades (Fuente: INSEE [Consultar]) |     |      |      |      |      |